# Médaille Arthur-Holmes

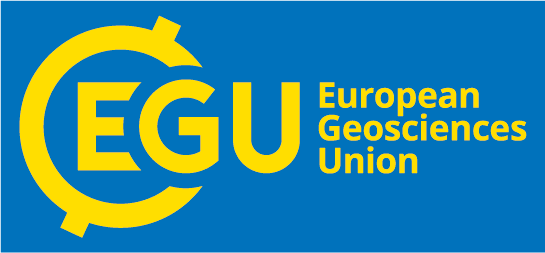
Logo de l'association européenne de géophysique.

Créée en 1983, la médaille Arthur-Holmes est une distinction distribuée une année sur deux par l'association européenne de géophysique aux scientifiques ayant réalisé les travaux les plus significatifs dans l'étude des matériaux terrestres et extra-terrestre et l'application de méthodes physico-chimiques à l'établissement de relations entre la genèse et la dynamique des constituants de la Terre.

## Lauréats
- 1983 : D.S. Korzhinskii ; Hans Ramberg
- 1985 : A.E. Ringwood
- 1987 : Gerald Joseph Wasserburg
- 1989 : William Fyfe
- 1991 : J.G. Fyfe ; M. Mattauer
- 1993 : John Frederick Dewey
- 1995 : Claude Allègre ; Keith O'Nions
- 1997 : E. Stolper ; B. Wood
- 1999 : I. Kushiro
- 2001 : Francis Albarède
- 2003 : C.H. Langmuir
- 2005 : Stephen Sparks
- 2006 : Anny Cazenave
- 2007 : Claude Jaupart
- 2008 : Anthony Brian Watts (en)
- 2009 : David Gubbins
- 2010 : Roland von Huene
- 2011 : William E. Dietrich
- 2012 : Vincent Courtillot
- 2013 : Sierd Cloetingh (en)
- 2014 : Kevin C. A. Burke (en)
- 2015 : Carlo Laj
- 2016 : Trond Helge Torsvik
- 2017 : Jean-Pierre Brun
- 2018 : Celâl Şengör (en)
- 2019 : Jean Braun
- 2020 : Donald B. Dingwell
- 2021 : Laurent Jolivet
- 2022 : William Lowrie
- 2023 : Mathilde Cannat
- 2024 : Claudio Faccenna
- 2025 : Paul Tackley